# BUC

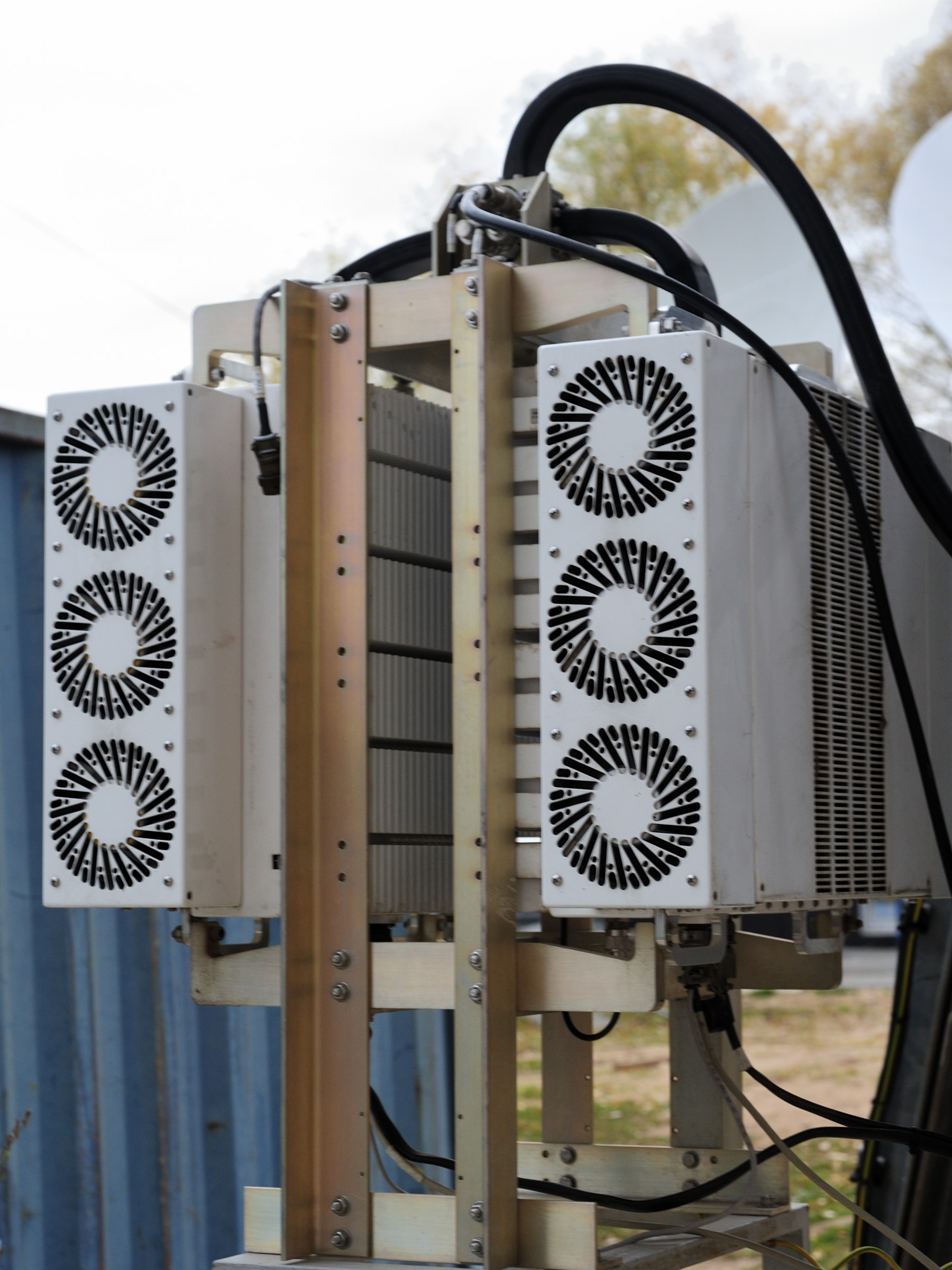
Резервированная сборка BUC на центральной станции спутникового оператора

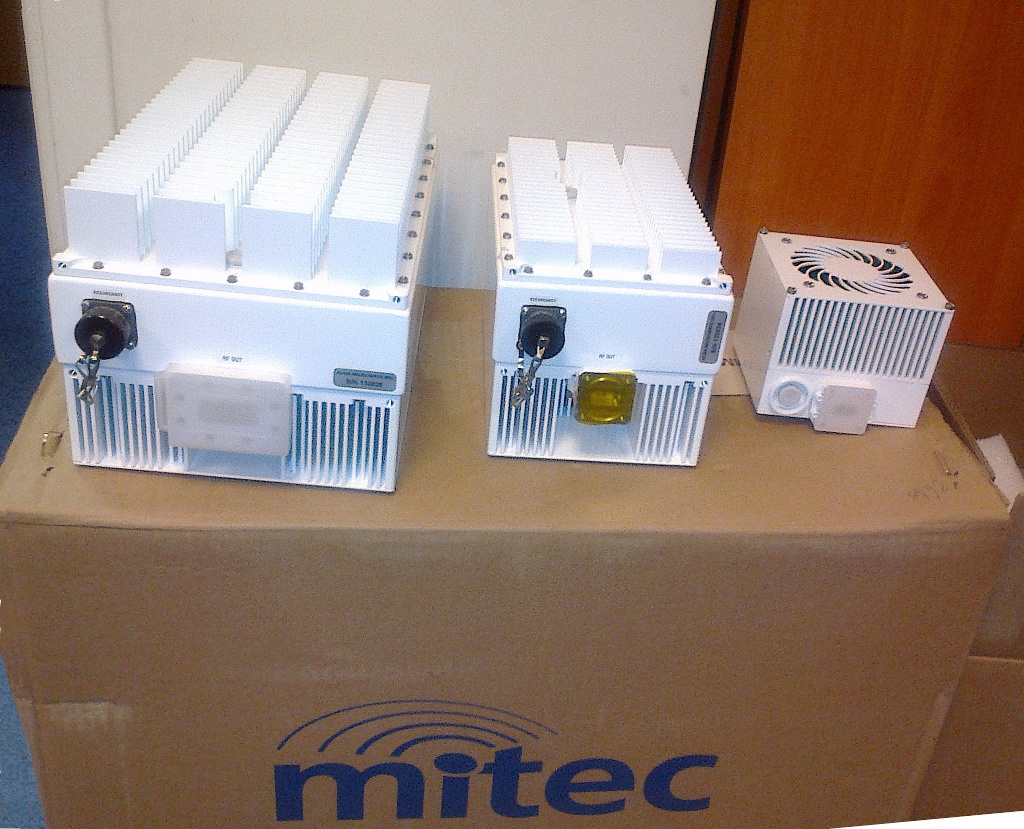
3 BUC разной мощности (100 Ватт для C-диапазона, 25 и 16 Ватт для Ku)

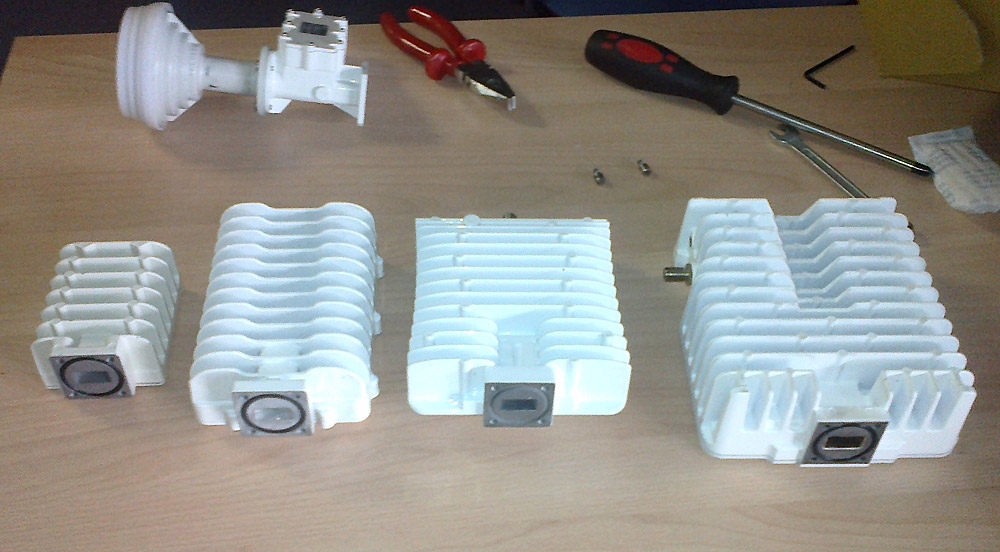
BUC для VSAT-станций, от 2 до 4 Ватт: NJT8302, VKU-212, VKU-203x, NJT5307

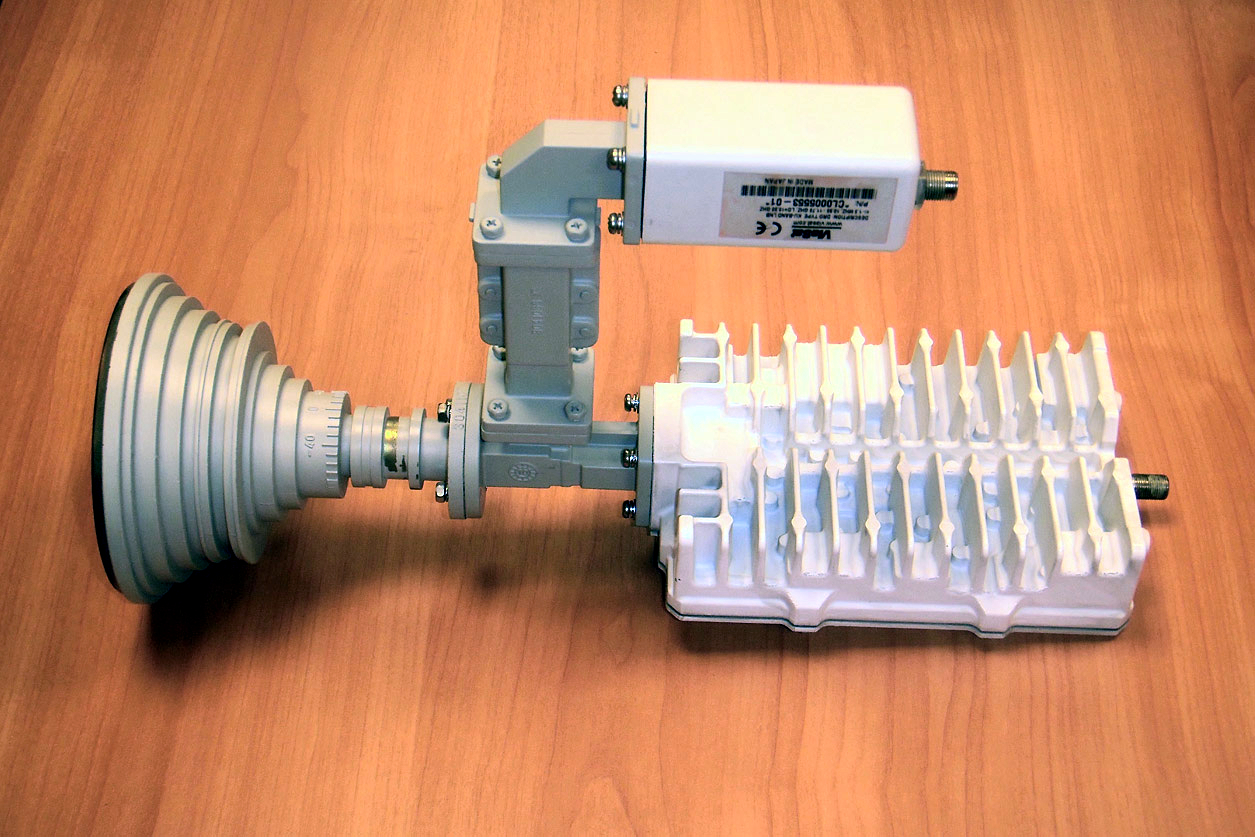
Сборка BUC NJT 5116 и LNB на облучателе спутниковой антенны

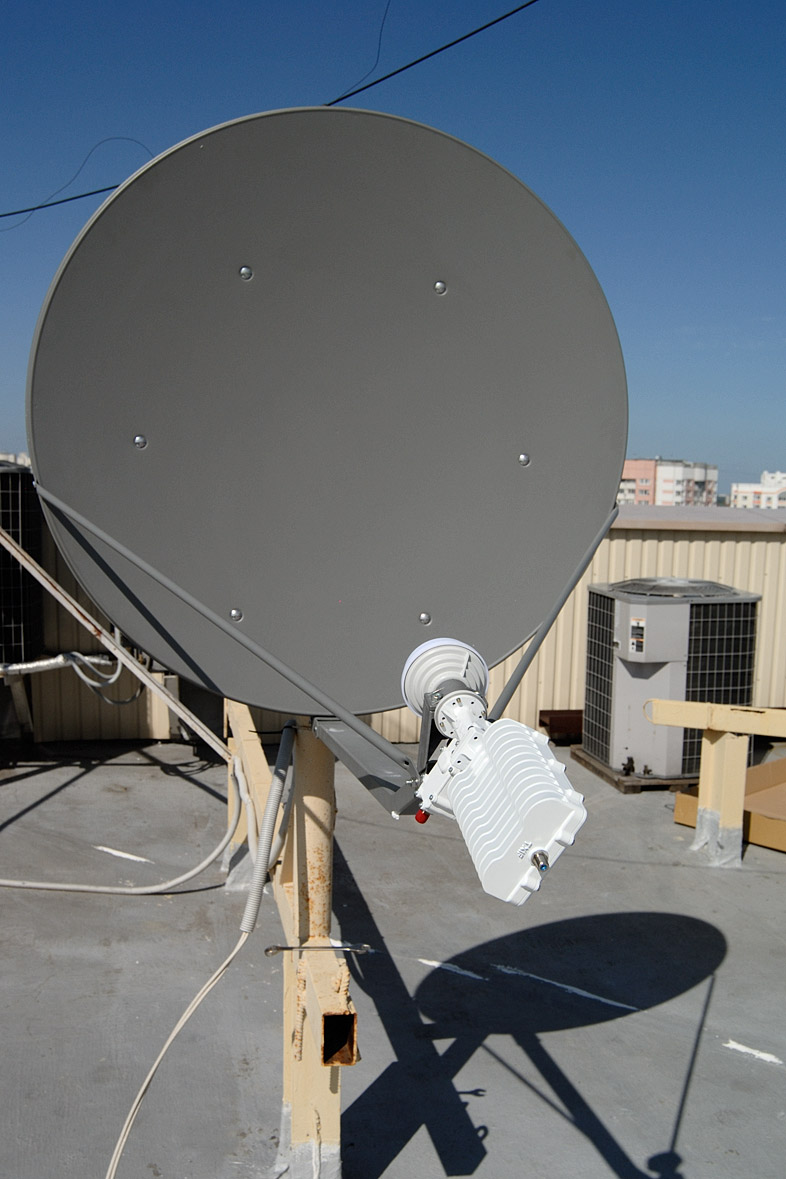
BUC на антенне спутникового Интернета Ku-диапазона

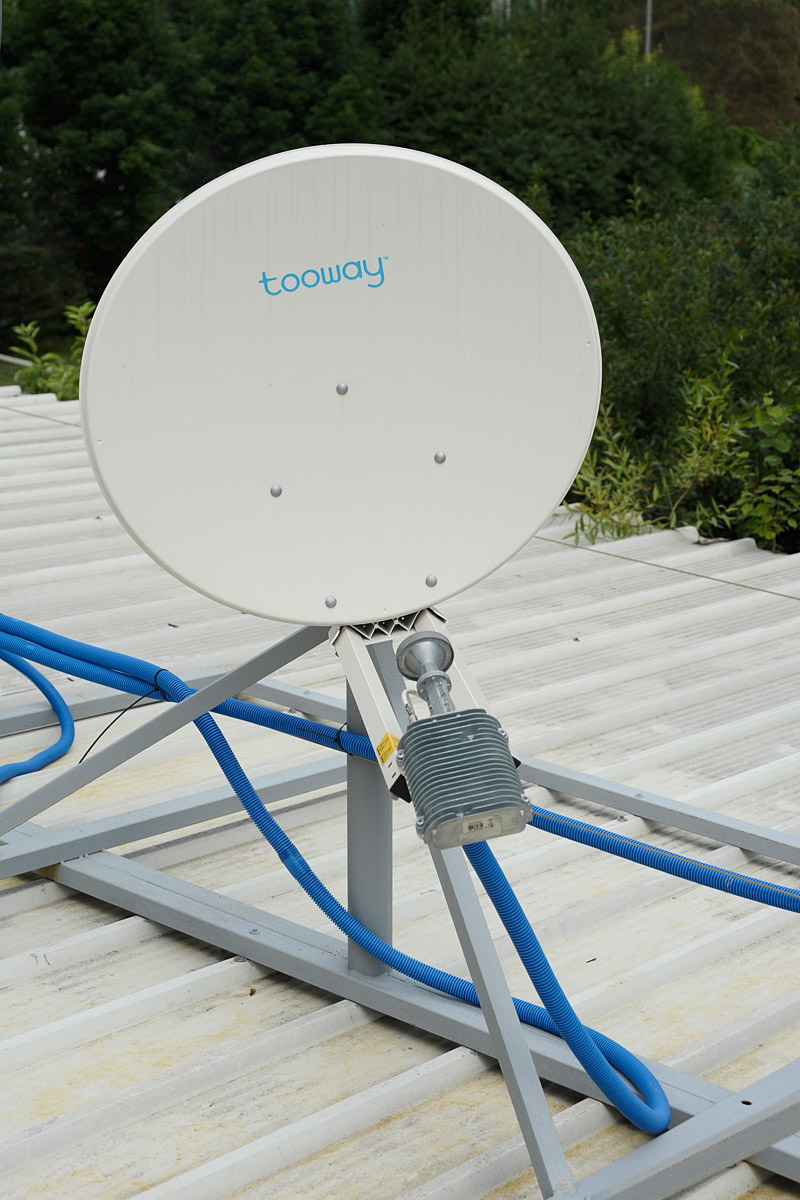
TRIA (интегрированный BUC и LNB) на антенне Ka-диапазона

BUC (произносится «бак» или «би-ю-си») — принятое в спутниковой связи сокращение для Block Upconverter, название устройства, применяемого для передачи сигналов на спутник и объединяющего в одном блоке преобразователь частоты «вверх» и усилитель мощности. Устоявшегося отечественного названия для BUC не возникло, кроме общего с другими типами «усилитель мощности» или громоздких «передающий усилитель-конвертер», «усилитель мощности с преобразованием частоты вверх» и тому подобных. Название «спутниковый конвертер» (или просто «конвертер») закрепилось за приемным малошумящим усилителем-конвертером (он же в англоязычной терминологии LNB — Low noise block downconverter).

## Назначение
BUC объединяет в себе два устройства — преобразователь частоты «вверх» (англ. upconverter) и усилитель мощности (англ. high power amplifier, HPA).
Необходимость преобразования частоты связана с тем, что в большинстве случаев для спутниковой связи используются радиодиапазоны с частотами в единицы и десятки Гигагерц (C, X, Ku и в последнее время Ka). Передача таких радиочастот (англ. radio frequency, RF) по коаксиальному кабелю приводит к большому затуханию сигнала, что не позволяет отнести передающее оборудование от антенны, а использование длинных волноводов многократно усложняет и удорожает систему.
Для того, чтобы оборудование спутниковой связи можно было расположить на значительном (обычно десятки метров) удалении от антенны, сигнал от него передается по коаксиальному кабелю на более низких (промежуточных, англ. intermediate frequency, IF) частотах, как правило в диапазоне 1-2 ГГц (L-диапазон). Преобразование в рабочие частоты и усиление до необходимого для передачи уровня осуществляется с помощью BUС, установленного максимально близко к спутниковой антенне — (непосредственно на волноводном фланце облучателя или соединенного с облучателем коротким волноводом).

## Конструкция
Конструкция BUC предназначена для установки прямо на антенне или около неё, имеет герметичное всепогодное исполнение. Корпус BUC выполняется в виде радиатора, отводящего выделяющееся при работе тепло, мощные усилители имеют вентиляторы принудительного охлаждения. Выход BUC выполнен в виде стандартного волноводного фланца (тип зависит от диапазона), который соединяется с волноводом или непосредственно с облучателем антенны. Вход — высокочастотный коаксиальный разъем, обычно типа F (с волновым сопротивлением 75 Ом) или типа N (50 Ом).
В основном используются твердотельные (полупроводниковые) BUC, также называемые SSPB (Solid State Power Block-Up Converter). Там, где требуются BUC большой мощности (сотни Ватт) с высоким КПД, используются лампы бегущей волны (ЛБВ, англ. TWT). В последние годы появилась новая технология — GaN (полупроводниковые устройства на основе нитрида галлия), позволяющая увеличить КПД твердотельного усилителя.
В большинстве случаев BUC является универсальным и может использоваться с различными типами оконечного спутникового оборудования. Однако, некоторые производители применяют нестандартные решения — например BUC для VSAT-станций Hughes не может работать с другими типами спутниковых терминалов.
В терминалах Ka-диапазона используется BUC интегрированный в один блок с приемным конвертером (TRIA — Transmit and receive integrated assembly). Для подключения TRIA к спутниковому модему требуется только один радиочастотный кабель, прием и передача при этом осуществляются в разных диапазонах частот.
Существует также способ объединения передающего усилителя-конвертера BUC и приемного конвертера LNB в один блок, именуемый «iLNB» (interactive LNB) или «smart LNB». Корпус iLNB напоминает увеличенный телевизионный конвертер, подключение производится двумя кабелями — раздельно для приема и передачи. Усилитель в составе iLNB используется маломощный, 0.5-0.8 Ватт. Такие сборки предлагаются для интерактивного спутникового телевидения, не требующего передачи больших объемов информации, а также используются в системе двустороннего спутникового Интернета ASTRA2Connect (SES Broadband). Использование такой сборки возможно только со специально рассчитанным на её применение оборудованием (спутниковыми модемами и т. п.).

## Основные характеристики BUC
- Рабочий диапазон частот, выбирается под требуемый диапазон спутниковой связи — C, X, Ku или Ka. От рабочего диапазона зависит, в частности, размер волноводнового фланца, которым BUC подключается к антенне.
- Частота переноса (англ. Local Oscillator, LO, то есть частота внутреннего генератора) определяет границы диапазона рабочих частот. Частота внутреннего генератора BUC должна иметь высокую стабильность, поэтому всегда используется схема с автоподстройкой частоты по образцовому источнику. Сигнал образцовой частоты (обычно 10 МГц) передается по тому же кабелю, что и усиливаемый сигнал. Источником образцовой частоты может быть оконечное оборудование спутниковой связи (типично для VSAT-станций) или отдельный высокостабильный генератор (для центральных станций спутниковых сетей). Cуществуют также модели с внутренним высокостабильным (не хуже +/- 1ppm) генератором образцовой частоты.[1]

Типовые рабочие диапазоны и частоты генераторов BUC в диапазонах Ku и C:
| Рабочий диапазон             | Выходные частоты (RF), МГЦ | Частота генератора (LO), МГц | Входные частоты (IF), МГц |
| ---------------------------- | -------------------------- | ---------------------------- | ------------------------- |
| «Стандартный» Ku             | 14000-14500                | 13050                        | 950-1450                  |
| «Расширенный» Ku             | 13750-14500                | 12800                        | 950-1700                  |
| «Нижний» или «плановый» Ku   | 12750-13250                | 11800                        | 950-1450                  |
| «Стандартный» C              | 5850-6425                  | 4900                         | 950-1525                  |
| «Стандартный» C              | 5725-6275                  | 4750                         | 975-1525                  |
| «Расширенный» или «полный» C | 5850-6725                  | 4900                         | 950-1825                  |
| «Верхний» или «Insat» C      | 6725-7025                  | 5760                         | 965-1265                  |

- Выходная мощность, в Ваттах или децибелах к милливатту (dBm). В настоящее время применяются BUC выходной мощностью от долей Ватта до тысяч Ватт. Требуемая мощность зависит от диапазона и назначения спутниковой станции. Например, в Ku-диапазоне мощность до 2 Вт разрешена для VSAT-станций, использующих упрощенную процедуру регистрации[12]. Мощности до 25 Вт и более используются специальным абонентским оборудованием и на спутниковых канала «точка-точка», мощности от десятков до нескольких сотен Ватт могут использоваться на центральных станциях спутниковой связи, магистральных спутниковых каналах, а также на станциях подвижного спутникового телевещания. В C-диапазоне из-за меньшего усиления антенн обычно применяются более высокие мощности, чем в Ku.
- Усиление (англ. Gain), измеряется в децибелах и показывает, во сколько раз мощность излучаемого сигнала (после преобразования) больше мощности подводимого сигнала (до преобразования). Важным является участок, на котором происходит линейное усиление мощности (при увеличении входного сигнала пропорционально увеличивается выходной). При достижении максимальной мощности BUC входит в режим насыщения (рост входного сигнала не приводит к увеличению выходного). Работа в этом режиме как правило не рекомендуется, так как приводит к искажениям сигнала. Для обеспечения высокой линейности выходные усилители BUC работают в режиме A, для увеличения КПД может использоваться режим AB[8][13].
- Потребляемая мощность всегда существенно выше, чем излучаемая (полезная) мощность BUC. Для оценки можно считать. что соотношение потребляемой и излучаемой мощности для твердотельных усилителей — примерно 10:1[14]. То есть, BUC с выходной мощностью 2 Вт будет потреблять около 20 Ватт, с выходной мощностью 4 Ватта — около 40 Ватт. Конкретные значения разнятся от модели к модели и зависят от технологии и схемы, по которой построен BUC[13].
- Напряжение питания выбирается в зависимости от потребляемой мощности BUC. Для усилителей небольшой выходной мощности (до 6-8 Ватт) используется питание от спутникового модема напряжением 24 Вольта по тому же коаксиальному кабелю, по которому передается высокочастотный сигнал. Для мощности от 8 Ватт, чтобы уменьшить потребляемый ток, обычно используется напряжение питания 48 Вольт, подаваемое от источника питания по коаксиальному кабелю[15] или по отдельной линии. Усилители большой мощности, в десятки и сотни Ватт, питаются непосредственно от электросети[14] или от установленного рядом источника питания[16][17].
- Масса и габариты зависят от мощности BUC и определяют способ его установки. Усилители мощностью до 4-6 Ватт (и некоторые модели до 16 Ватт)[18][19] могут быть установлены на облучатель антенны, усилители большей мощности устанавливаются отдельно и соединяются с облучателем антенны волноводом.